# Halowe Mistrzostwa Europy w Lekkoatletyce 1973 – pchnięcie kulą kobiet
Pchnięcie kulą kobiet – jedna z konkurencji technicznych rozgrywanych podczas halowych lekkoatletycznych mistrzostw Europy w hali Ahoy w Rotterdamie. Rozegrano od razu finał 10 marca 1973. Zwyciężyła reprezentantka Czechosłowacji Helena Fibingerová. Tytułu zdobytego na poprzednich mistrzostwach nie broniła Nadieżda Cziżowa ze Związku Radzieckiego.

## Rezultaty
Rozegrano od razu finał, w którym wzięło udział 8 miotaczek.

Opracowano na podstawie materiału źródłowego.
| Poz. | Zawodniczka        | Reprezentacja  | Próby | Próby | Próby | Próby | Próby | Próby | Wynik |
| Poz. | Zawodniczka        | Reprezentacja  | 1     | 2     | 3     | 4     | 5     | 6     | Wynik |
| ---- | ------------------ | -------------- | ----- | ----- | ----- | ----- | ----- | ----- | ----- |
| 01 ! | Helena Fibingerová | Czechosłowacja | 18,33 | x     | 18,18 | x     | x     | 19,08 | 19,08 |
| 02 ! | Ludwika Chewińska  | Polska         | 16,46 | 17,62 | 18,01 | 17,71 | 17,93 | 18,29 | 18,29 |
| 03 ! | Antonina Iwanowa   | ZSRR           | 17,55 | 18,25 | x     | 17,39 | x     | 18,16 | 18,25 |
| 4.   | Iwanka Christowa   | Bułgaria       | 17,92 | 17,67 | x     | x     | 17,75 | 17,41 | 17,92 |
| 5.   | Elena Stojanowa    | Bułgaria       | 16,60 | x     | x     | 17,51 | 17,35 | 17,77 | 17,77 |
| 6.   | Radostina Wysekowa | Bułgaria       | 16,87 | x     | 17,28 | 17,15 | 18,49 | 16,91 | 17,28 |
| 7.   | Raisa Taranda      | ZSRR           |       |       |       |       |       |       | 16,75 |
| 8.   | Adilia Borges      | Portugalia     |       |       |       |       |       |       | 14,74 |